# Dicranophragma (Dicranophragma) microspila
Dicranophragma (Dicranophragma) microspila is een tweevleugelige uit de familie steltmuggen (Limoniidae). De soort komt voor in het Palearctisch gebied.